# Itoplectis brasiliensis
Itoplectis brasiliensis là một loài tò vò trong họ Ichneumonidae.